# باتريك غارسيا
باتريك غارسيا هو ممثل فلبيني، ولد في 14 سبتمبر 1981 بماكاتي في الفلبين.

## وصلات خارجية
- باتريك غارسيا على موقع IMDb (الإنجليزية)
- باتريك غارسيا على موقع قاعدة بيانات الفيلم (الإنجليزية)